# Tersipo
Tersipo (Thersippus o Thersipo), hijo de Arquipo (Archippus), fue el cuarto arconte epónimo de Atenas.

## Biografía
Tersipo se hizo cargo del poder en el 993 a. C., a la muerte de su padre Arquipo. Murió en el año 952 a. C., tras 41 años de ejercicio del cargo y fue reemplazado por su hijo Forbas.
No hay mayores referencias ni históricas ni míticas de su gobierno.
Heródoto atribuía las obras de Hesíodo y de Homero al siglo IX a. C., lo que las hacía contemporáneas de los arcontados de Tersipo y su hijo, pero actualmente se atribuyen a comienzos del siglo VII a. C.
No hay demasiada información de la antigua Atenas, ni siquiera de la antigua Grecia para este período, el final de la Edad Oscura, al menos de carácter histórico o incluso arqueológico.
Efectivamente, no se conservan registros históricos de la época por cuanto Grecia continental perdió el conocimiento de la escritura tras la caída de la civilización micénica y habría que esperar hasta fines del siglo VIII a. C. para encontrar un alfabeto griego. Sólo se conservan unas pocas inscripciones fenicias en ánforas, escasas también dado que el colapsado comercio internacional aún no se había recuperado plenamente, aunque Atenas fue de las menos afectadas y hay evidencias de un tráfico sostenido entre esa pólis y, cuando menos, Creta y Chipre.
No obstante, las excavaciones arqueológicas indican que en el largo gobierno de Tersipo se produjeron notables cambios en Ática. La cerámica sufrió un marcado cambio de estilo tanto en sus formas como en la decoración, surgiendo el llamado Periodo geométrico. La base cónica elevada, típica de los vasos abiertos propios del período protogeométrico (1050 a. C.-950 a. C.), prácticamente desapareció. En cuanto a la decoración, los habituales motivos circulares fueron reemplazados por motivos rectilíneos en pequeños paneles situados entre las asas y por finas rayas en la tripa y en el cuello del vaso.
En ese período surgieron también nuevas prácticas funerarias. Por lo pronto, hubo un notable aumento de la riqueza de los ajuares fúnebres. Incluso, por primera vez en más de un siglo, aparecieron objetos de oro. En los enterramientos de varones aparecen por primera vez las crateras, recipientes para mezclar vino y agua a los que se agujereaba el fondo para que las libaciones cayeran sobre la urna crematoria, que se depositaba abajo. Tampoco hay en esta época registro arqueológico de enterramientos de niños y se difunden recintos funerarios que parcelan las necrópolis agrupando tumbas probablemente de la misma familia.
Durante su gobierno, la tradición ubica la muerte de Medón, rey de Argos (990 a. C.), y la construcción de la ciudad de Samos (986 a. C.)
| Predecesor: Arquipo | Arconte epónimo 993 a. C. - 952 a. C. | Sucesor: Forbas |